# Rândunică aurie
Rândunica aurie (Tachycineta euchrysea) este o specie de pasăre din familia Hirundinidae.

## Taxonomie și etimologie
Rândunica aurie a fost descrisă pentru prima dată ca Hirundo euchrysea de către naturalistul englez Henry Gosse, în cartea sa din 1847 The Birds of Jamaica, la mulți ani după așezarea europeană a insulei. Primii naturaliști nu erau conștienți de această specie. Actualul gen Tachycineta, pe de altă parte, a fost descris inițial în 1850 de ornitologul Jean Cabanis.
Numele binomial provine din greaca veche. Tachycineta vine din takhukinetos, „a se mișca repede”, iar euchrysea vine de la eukhrusos, adică „bogat în aur”. Acesta este derivat din eu, care înseamnă „mulțime”, „belșug” și khruseios , care înseamnă „auriu”.
Această specie are două subspecii; a doua, Tachycineta euchrysea sclateri, a fost inițial suspectată de a fi o specie distinctă de către Henry Bryant în 1866, care a înregistrat-o ca "var. dominicensis?" și a observat diferențe de penaj față de subspecia nominalizată din Jamaica. Cu toate acestea, raportului său îi lipsea o descriere a speciei.  În cele din urmă, a fost descrisă ca Hirundo sclateri în 1884 de către ornitologul american Charles Cory, care l-a considerat suficient de distinct pentru a justifica statutul de specie separată. Numele subspeciei sclateri este dedicat lui Philip Sclater, un zoolog englez. Subspecia nominalizată, T. e. euchrysea, este extinctă.
Această rândunică, impreuna cu rândunica verde-albastru și rândunica de Bahamas, cuprind o cladă. De asemenea, este considerat a fi din subgenul Tachycineta, subgenul nominalizat, pe lângă rândunica verde-violet, rândunica de Bahamas și rândunica de scorbură.